# Chiesa di Santa Giustina (Rocchetta di Vara)
La chiesa di Santa Giustina Vergine e Martire è la parrocchiale di Rocchetta di Vara, in provincia della Spezia e diocesi della Spezia-Sarzana-Brugnato; fa parte del vicariato di Brugnato.

## Storia
La primitiva cappella di Santa Giustina, ubicata fuori dal borgo, dipendeva dall'abate di Brugnato; nel 1133, tuttavia, divenne sede rettoriale.
Durante la visita del 1518, l'amministratore apostolico di Brugnato Filippo Sauli, rilevando la scomodità della chiesetta, ordinò che tutte le funzioni si tenessero nella cappella di San Pantaleone in paese, nella quale nel 1579 fu trasferita ufficialmente pure la parrocchialità.
L'edificio venne poi rinnovato nel secolo successivo; inizialmente era noto con il doppio titolo di San Pantaleone e Santa Giustina, come confermato degli atti relativi alla visita del 1614, mentre poi in seguito rimase solo questo secondo.
La parrocchia rocchettese entrò a far parte nel 1853 della diocesi di Massa per uniformare il confine diocesano a quello politico, come richiesto dal duca Francesco V d'Austria-Este; essa fu tuttavia rianessa alla diocesi di Brugnato l'11 ottobre 1959, per poi confluire nella nuova diocesi della Spezia-Sarzana-Brugnato nel 1986.

## Descrizione

### Esterno
La facciata a capanna della chiesa, che volge a mezzogiorno, presenta centralmente il portale maggiore, sormontato da un timpano semicircolare che poggia su due lesene, e sopra il rosone ed è scandita da due doppie di paraste binate sorreggenti il frontone triangolare.

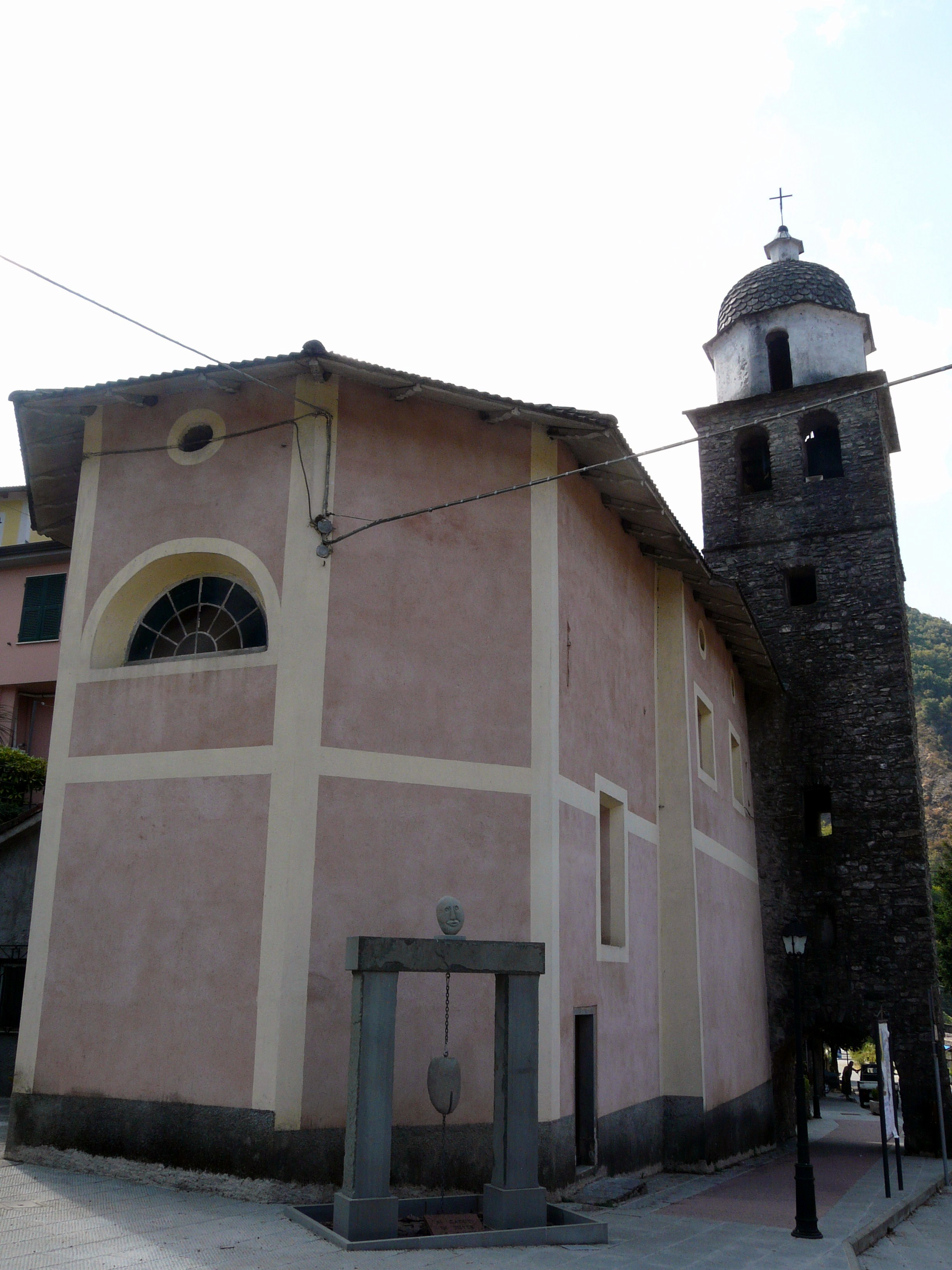
Abside e campanile

Annesso alla parrocchiale è il campanile a pianta quadrata, caratterizzato da un grande arco attraverso cui passa una stradicciola; la cella presenta su ogni lato due finestrelle a tutto sesto ed è coronata dalla cupola poggiante sul tamburo a base ottagonale.

### Interno
L'interno dell'edificio si compone di un'unica navata a pianta rettangolare, le cui pareti sono scandite da lesene; al termine dell'aula si sviluppa il presbiterio, ospitante l'altare maggiore e chiuso dall'abside poligonale. 
Qui sono conservate diverse opere di pregio, la maggiore delle quali è la statua avente come soggetto Santa Giustina, realizzata nel XVII secolo.